# Iglesia de San Andrés de Bancells
La iglesia de San Andrés de Bancells es un edificio religioso de la población de Vilanova de Sau en la comarca catalana de Osona de la provincia de Barcelona. Es una iglesia de arquitectura románica incluida en el Inventario del Patrimonio Arquitectónico de Cataluña y protegida como Bien Cultural de Interés Local. La vicaría perteneciente a esta iglesia también está protegida como Bien Cultural de Interés Local.

## Historia
La iglesia se encuentra mencionada des el 1101 aunque debía existir mucho antes. Fue reformada y seguramente sobrealzada en el siglo XVII, cuando se construyó el portal (1624) y en el siglo XVIII se edificó el campanario de torre (1776). A pesar de las reformas conserva en la parte de la cabecera las típicas decoraciones de la arquitectura lombarda característica del siglo XI.

La historia de la vicaría va ligada a la de la parroquia de San Andrés de Bancells. Seguramente fue restaurada y ampliada al mismo tiempo que la iglesia, en el siglo XVIII, ya que el portal de entrada está fechado el 1717. Debido a la despoblación de la zona y los medios de comunicación la vicaría se encontraba deshabitada, hasta que el obispado la alquiló a unos particulares, que se encargan también de cuidar de la iglesia.

## Descripción
Es una iglesia de nave única con crucero marcado. El ábside está orientado al este y presenta decoraciones de arquillos y lesenas lombardas con decoraciones de sierra en la parte superior. La fachada tiene un portal, un óculo y un campanario de torre encima, cubierto a cuatro aguas y con las campanas. En la parte izquierda hay un cuerpo añadido que hace de sacristía. La cubierta se ve sobrealzada tanto en los muros laterales como en la fachada. Está construida con piedra rojiza, típica de las Guillerias, y en algunas partes está revocada. En la parte posterior e izquierda de la fachada está el cementerio.
La vicaría tiene forma de L y aprovecha el desnivel del terreno. Los dos portales de entrada están situados en la parte más larga del tramo orientado a levante. Ambos portales son dovelados, uno con las dovelas mayores que el otro. El tramo más corto está sostenido por grandes contrafuertes. Los materiales constructivos son la piedra y el mortero.